# الصم في تايلاند
الصمم في تايلاند يشير إلى سكان وثقافة الأشخاص الصم وضعاف السمع في تايلاند. يشمل الصمم في تايلاند نشأة اللغة، والمنظمات، والرعاية الصحية، والعمل، والتعليم، والحقوق المدنية.

## نشأة اللغة
يستخدم الأشخاص الصم في تايلاند لغة الإشارة التايلاندية (TSL) أو لغة الإشارة التايلاندية الحديثة (MTSL).[بحاجة لمصدر] تم إعلان TSL رسميًا "اللغة الوطنية للصم في تايلاند" في عام 1999. ترتبط TSL بـلغة الإشارة الأمريكية (ASL) وتنتمي إلى نفس العائلة اللغوية مثل ASL بسبب المعلمين الأمريكيين الذين تلقوا تدريبهم في الخمسينيات في تايلاند. لا تزال اللغات الإشارية الأصلية موجودة في تايلاند، لكنها ليست مستخدمة على نطاق واسع. كانت لغة الإشارة القديمة في بانكوك ولغة الإشارة في تشيانغ ماي مستخدمة أكثر في الخمسينيات، لكنها الآن تستخدم في الغالب بين الأجيال الأكبر سنًا من الصم. تضم بانكوك أكبر تركيز للسكان الصم، تليها مدينة تشيانغ ماي.
لا يُعرف الكثير عن أصول TSL أو MTSL، ولكن من المعروف أن TSL تُستخدم في الغالب من قبل الصم التايلنديين الذين تقل أعمارهم عن 40 عامًا والذين يعيشون في المناطق الحضرية من البلاد. كما أن TSL هي اللغة المستخدمة من قبل الجمعية الوطنية للصم في تايلاند وغيرها من المنظمات المهمة للصم.
لغة الإشارة بان خور هي لغة إشارة أصلية أخرى في تايلاند، ولكن بحلول عام 2009، كان هناك فقط 400 ناطق أصلي معروف بها. بان خور هي لغة إشارة قروية كانت مستخدمة في شمال شرق تايلاند. وهي لغة معزولة، أي أنها لا تنتمي إلى أي عائلة لغوية أكبر.
بان خور هي قرية تقع في شمال شرق تايلاند. في أوائل القرن العشرين، لم يكن هناك صم في بان خور، وبالتالي لم تكن هناك لغة إشارة. ومع بداية الثلاثينيات، ازداد عدد الصم في القرية بسبب الوراثة، مما أدى إلى نشوء لغة إشارة خاصة بهم. بدأت لغة الإشارة المجتمعية للصم هناك، ثم تطورت لاحقًا إلى لغة إشارة مشتركة. لا توجد طريقة دقيقة لمعرفة كيفية تطور BKSL إلى لغة إشارة مشتركة، ولكن في مقابلة، ذكر السيد دوت، أكبر الإخوة في أسرته الصماء، أن أشقاءه اخترعوا نوعًا من الإشارات لأنهم لم يتمكنوا من الكلام. مع مرور الوقت، أصبحت لغة إشارة مجتمعية، ثم لاحقًا لغة إشارة مشتركة.
من الشخصيات البارزة في نشأة اللغة التايلندية كمالي كريروك ومالي وان تمسانغ. اخترعت كمالي كريروك هجاء الأصابع عام 1953 وحصلت على درجة الماجستير في دراسات الصم. أما مالي وان تمسانغ، فكانت المديرة السابقة لمدرسة الصم وعضوة في مجلس إدارة مؤسسة الصم.

## منظمات بارزة
تعمل الجمعية الوطنية للصم في تايلاند على توفير الخدمات اللازمة للأشخاص الصم وضعاف السمع في تايلاند. تأسست الجمعية من قبل خريجي مدرسة سيتاساتيان، وهي مدرسة مخصصة للأشخاص الصم وضعاف السمع. توفر المؤسسة خدمات تفسير لغة الإشارة، وخدمات الإرشاد للصم، وخدمات الترجمة النصية، وخدمات استقبال الشكاوى. ومن أهدافهم: ضمان وتعزيز تأسيس جمعيات الصم في كل محافظة من محافظات تايلاند، تعزيز الصحة العامة وحقوق الإنسان، دعم الرياضة والرفاهية، توفير التسهيلات اللازمة للصم وضعاف السمع، بالإضافة إلى تعزيز وحماية حقوق التعليم، ودعم توفير فرص العمل والمهارات المتعلقة بالصم.
تعمل مؤسسة نيبون على تحقيق الابتكار الاجتماعي في عدة دول حول العالم. منذ حوالي 20 عامًا، بدأت المؤسسة في تقديم خدماتها لفئة الصم، وتهدف إلى مساعدة الأشخاص الصم وضعاف السمع على اتخاذ قراراتهم بأنفسهم وضمان حصولهم على فرص متساوية للمشاركة في المجتمع. تخدم هذه المؤسسة العديد من الدول، بما فيها تايلاند.
يُقام اليوم العالمي للصم سنويًا في شهر سبتمبر، وقد انضمت تايلاند إليه في عام 2018 من خلال تنظيم حدث خاص بالأشخاص ذوي الإعاقة لزيادة الوعي المجتمعي. نظمت الجمعية الوطنية للصم في تايلاند هذا الحدث، وكان شعار عام 2018: "مع لغة الإشارة، الجميع مشمولون!"، مما أكد على أهمية تعلم لغة الإشارة وأهمية التواصل داخل مجتمعات الصم وضعاف السمع.
تؤمن إدارة تمكين الأشخاص ذوي الإعاقة في تايلاند بضرورة تحسين حياة الأفراد ذوي الإعاقة وتوفير الموارد التي يحتاجونها. وتتمثل مبادرتهم في تثقيف عامة الناس بلغة الإشارة، وتمكين المنظمات الأخرى المتعلقة بخدمات الصم، وتسهيل الوصول المالي المناسب، وضمان حصول الأشخاص ذوي الإعاقة على فرص عمل، وإيجاد أنشطة تعود بالنفع على الصم وضعاف السمع.
ركّبت خدمة الاتصالات التايلاندية للترجمة الفورية أكشاكًا في مختلف أنحاء تايلاند بالتعاون مع المؤسسة العالمية للأشخاص ذوي الإعاقة. تم إنشاء نوعين من الأكشاك: الأول لتمكين الأشخاص الصم وضعاف السمع من التواصل مع الأشخاص السامعين، والثاني لتمكين السامعين من التواصل مع الصم وضعاف السمع، وذلك عبر مترجمي لغة الإشارة. هذه الخدمات مجانية ومتوفرة بسهولة، مزودة بكاميرات ولوحات مفاتيح وسماعات.
DeafThai هي مؤسسة أُنشئت لخدمة احتياجات الأشخاص الصم وضعاف السمع. أدى إنشاء DeafThai لاحقًا إلى تأسيس وحدة تعليم الصم في معبد سوماناس.
تُعد منظمة مترجمي الكتاب المقدس وايكليف مجموعة من الأفراد الذين يعملون على ترجمة الكتاب المقدس إلى مئات اللغات حول العالم. وفي تايلاند، يعمل مترجمون صم على ترجمة الكتاب المقدس إلى لغة الإشارة التايلاندية.

## الحقوق الإنسانية والمدنية
توفر الحكومة التايلاندية الوثائق الحكومية بلغة الإشارة التايلاندية، في حين أن العديد من الدول الأخرى لا تقدم مثل هذه الخدمة، مما يسهل على الأشخاص الصم وضعاف السمع التواصل مع المسؤولين الحكوميين.
تُصرّح تايلاند بأن حكومتها لا تعتبر أن للأشخاص الصم الحق في العمل وكسب نفس الرواتب التي يحصل عليها الأفراد السامعون، على الرغم من وجود قانون مكافحة التمييز في التوظيف في تايلاند.
يحمل أكثر من مليوني شخص بطاقات إعاقة في تايلاند، ويشكّل الأشخاص ضعاف السمع حوالي 18% من إجمالي ذوي الإعاقة. في عام 2007، أصدرت الحكومة التايلاندية قانون تمكين الأشخاص ذوي الإعاقة، الذي ينص على أن "أي شخص يواجه قيودًا نتيجة إعاقة له الحق في الحصول على مساعدة قانونية أو شخصية، وخدمات مترجمي لغة الإشارة، والخدمات الطبية، وتعديلات على المنازل لتحسين سهولة الوصول، والتعليم المجاني. كما يمكنه الحصول على إعفاء ضريبي، وأسعار مخفضة لوسائل النقل العامة، وقروض بدون فوائد للأعمال الحرة، بالإضافة إلى بدل شهري قدره 800 بات تايلاندي."
عملت منظمات أخرى في تايلاند أيضًا على توفير حقوق إنسانية أفضل للأشخاص الصم وضعاف السمع، فعلى سبيل المثال، عملت الجمعية الوطنية للصم في تايلاند على الاعتراف بلغة الإشارة التايلاندية كلغة رسمية في عام 1999.

## التعليم الابتدائي والثانوي
تم تأسيس أول برنامج تعليمي للأشخاص الصم وضعاف السمع في تايلاند عام 1951 كتجربة. تم تعليم اثني عشر طالبًا من الصم وضعاف السمع في مدرسة عامة في بانكوك لاختبار مدى قدرتهم على التعلم إلى جانب الطلاب السامعين. أدت هذه التجربة إلى إنشاء أول مدرسة للصم وضعاف السمع في تايلاند، وهي مدرسة سيتاساتيان للصم. تلقى أول مديريْن لهذه المدرسة تدريبهم في جامعة غالوديت بواشنطن العاصمة. تعد مدرسة سيتاساتيان مدرسة ابتدائية ومتوسطة تقع في بانكوك، وتُدرَّس المواد فيها أساسًا باستخدام لغة الإشارة التايلاندية، مع استخدام محدود للكلام المنطوق. يتراوح عدد الطلاب في الفصول الدراسية بين 15 و20 طالبًا، حيث يرتدي بعض الطلاب سماعات طبية بينما لا يرتديها البعض الآخر.
تقع مدرسة سوتباتانا للصم أيضًا في بانكوك، وقد تأسست عام 1982. تخدم هذه المدرسة الطلاب الصم وضعاف السمع الذين تتراوح أعمارهم بين ثلاث وتسع سنوات. وهي مدرسة خيرية خاصة تابعة لمكتب التعليم الخاص ووزارة التعليم في تايلاند. تستقبل المدرسة الطلاب النظاميين والمقيمين الداخليين، حيث توجد مهاجع سكنية فوق الفصول الدراسية. وتقوم فلسفة المدرسة على مبادئ الحب واللطف والتنمية الذاتية.
تم تأسيس المزيد من البرامج التعليمية لطلاب الصم وضعاف السمع في جميع أنحاء تايلاند، ومع ذلك، فإن نحو 30,000 فقط من أصل 280,000 فرد من الصم في البلاد يحصلون على خدمات أو برامج تعليمية، أي ما يقرب من 11%. ويوجد في تايلاند 20 مدرسة داخلية للصم وضعاف السمع موزعة على 19 محافظة من أصل 77 محافظة.

## التوظيف
فرص العمل للأشخاص الصم أو ضعاف السمع في تايلاند محدودة، بسبب نقص مترجمي لغة الإشارة. ففي حال عدم توفر مترجمين في أماكن العمل، لن يتمكن الموظفون الصم وضعاف السمع من المشاركة بنفس الطريقة التي يشارك بها الأشخاص السامعون. فعلى سبيل المثال، إذا تم عقد اجتماع يتضمن معلومات هامة بدون وجود مترجم، سيكون من الصعب على الموظف الصم أو ضعيف السمع الحصول على نفس المعلومات أو بنفس جودة المعلومات.
ونظرًا لوجود عدد محدود من المدارس الخاصة بالصم في تايلاند، فإن الحصول على شهادة تعليمية يُعد تحديًا للأشخاص الصم وضعاف السمع، مما يصعّب عليهم دخول سوق العمل. وحتى في حال حصولهم على شهادات، فإن أصحاب العمل يفضلون توظيف الأشخاص السامعين. كما أن معظم مدارس الصم تقع في المدن الكبرى مثل بانكوك وتشيانغ مي، مما يعني أن نسبة صغيرة فقط من سكان تايلاند الصم يحصلون على تعليم يؤهلهم للعمل.
يُعد فرع كنتاكي فرايد تشيكن (KFC) الكبير داخل مركز تايمز سكوير في بانكوك من أبرز أماكن العمل للأشخاص الصم وضعاف السمع في تايلاند. يعتبر هذا الفرع الأول من نوعه في تايلاند، حيث يشكل الموظفون ضعاف السمع حوالي 70% من إجمالي العمال. يتم تدريب جميع الموظفين السامعين وضعاف السمع بنفس الطريقة، ويتم استخدام لغة الإشارة في التواصل. وتوجد أضواء ملونة تشير إلى أشياء مختلفة مثل الإنذارات والإعلانات.
هناك أيضًا مقهى في بانكوك يوظف الأشخاص الصم وضعاف السمع. يسهّل هذا المقهى التواصل بين الموظفين والعملاء من خلال لافتات يمكن للزبائن الإشارة إليها لاختيار المشروبات، كما أن بيئة العمل متفهمة ومنفتحة. ويهدف المقهى إلى توظيف الأشخاص الصم الذين قد يكونون واجهوا صعوبة في الحصول على عمل في الماضي.[بحاجة لمصدر]

## الرعاية الصحية
لا تزال تايلاند متأخرة عن العديد من الدول الأخرى في مجال الكشف المبكر عن السمع والفحوصات السمعية، ومع ذلك، فإنه من الممكن إجراء الفحوصات عند الطلب. لا تُجرى اختبارات فحص السمع للمولودين الجدد في المستشفيات بشكل تلقائي، ولكن يمكن تحديد موعد للفحص بناءً على طلب الوالدين. ويبدو أن هذه الفحوصات متوفرة فقط في بانكوك وتشيانغ مي، أكبر مدينتين في تايلاند.
تتوفر زراعة القوقعة في تايلاند بتكلفة أقل مقارنة بالولايات المتحدة الأمريكية، لكنها لا تزال مرتفعة وصعبة المنال. ويستخدم معظم الأشخاص ذوي الإعاقة السمعية في تايلاند أجهزة مساعدة للسمع.
قبل عام 1989، لم يكن الأشخاص الذين يعانون من إعاقات بصرية أو سمعية في تايلاند معترفًا بهم ضمن أي نظام تعليمي أو تأهيلي رسمي. وفي عام 1989، جاء برنامج هيلتون-بيركنز إلى تايلاند، وهو برنامج يقدم المساعدة للأشخاص ذوي الإعاقة في جميع أنحاء العالم، وساهم في توفير التعليم والرعاية الصحية للأشخاص ضعاف السمع.